# Mexikó vasúti közlekedése
Mexikó vasútvonalain elsősorban teherszállítás zajlik a nagy feldolgozóüzemek, bányák és kikötők között, továbbá az USA határai felé. Nemzeti vasúttársasága a Ferrocarriles Nacionales de México volt, 1938-ban alakult, és 1998-ban szűnt meg. Napjainkban csak a nagyvárosok vonzáskörzetében van rendszeres személyszállítás, továbbá közlekednek még turista-különvonatok. A vasútvonalak hossza 17 516 km,  nyomtávolsága 1435 mm.

## Nevezetes vonatok
Mexikó területén 1998-ig több nevezetes vonat közlekedett:
- Águila Azteca - Mexikóváros - Monterrey - Nuevo Laredo
- El Regiomontano - Mexikóváros - Monterrey - Nuevo Laredo
- El Fronterizo - Ciudad Juárez - Chihuahua - Mexikóváros
- El Oaxaqueño - Mexikóváros - Puebla - Oaxaca de Juárez
- El Purépecha - Mexikóváros - Morelia - Uruapan
- El Tapatío - Mexikóváros - Guadalajara
- El Rápido de la Frontera (motorvonat közlekedéssel) Chihuahua - Ciudad Juárez

Továbbá közlekedtek még vonatok Mexikóvárosból Cuernavacába, Tampicóba, Guanajuatóba, Veracruzba és Pachuca de Sotóba.

## Vasúti kapcsolata más országokkal
- USA - van, 1435 mm-es nyomtávolsággal
- Guatemala - van, eltérő nyomtávval (1435 mm / 914 mm), de nincs használatban
- Belize - nincs

## Lásd még
- Chihuahua–Los Mochis-vasútvonal